# Monika Mulder
Monika Mulder (Woudseind, 1972) is een Nederlands productontwerper actief in Zweden.
Mulder studeerde van 1992 tot 1997 aan de Design Academy Eindhoven. Na een stage in 1996 ging ze in 1998 aan de slag als ontwerper bij IKEA. Ze was er verantwoordelijk voor een hele reeks gebruiksvoorwerpen, meubels en speelgoed die bij veel mensen in huis staan. Ze geeft zelf de voorkeur aan tijdloze ontwerpen die lang in een collectie blijven. Van haar hand zijn onder andere:
- de gieter PS Vållö / PS 2002[5]. Dit ontwerp won de Award for Best Swedish Design 2002 en is opgenomen in de collecties van o.a. Museum Boijmans Van Beuningen[6], het Metropolitan Museum of Art,[7] en het Montreal Museum of Fine Arts.[8]
- de afvalbak Fibbe
- de kinderdraaistoel Lömsk
- de fruitschaal Stockholm

Sinds 2007 is ze actief als zelfstandig ontwerper. Sindsdien heeft ze onder andere ook gewerkt voor Baabuk (een schoenenfabrikant uit Zwitserland) en Artifort (een Nederlands meubelproducent).

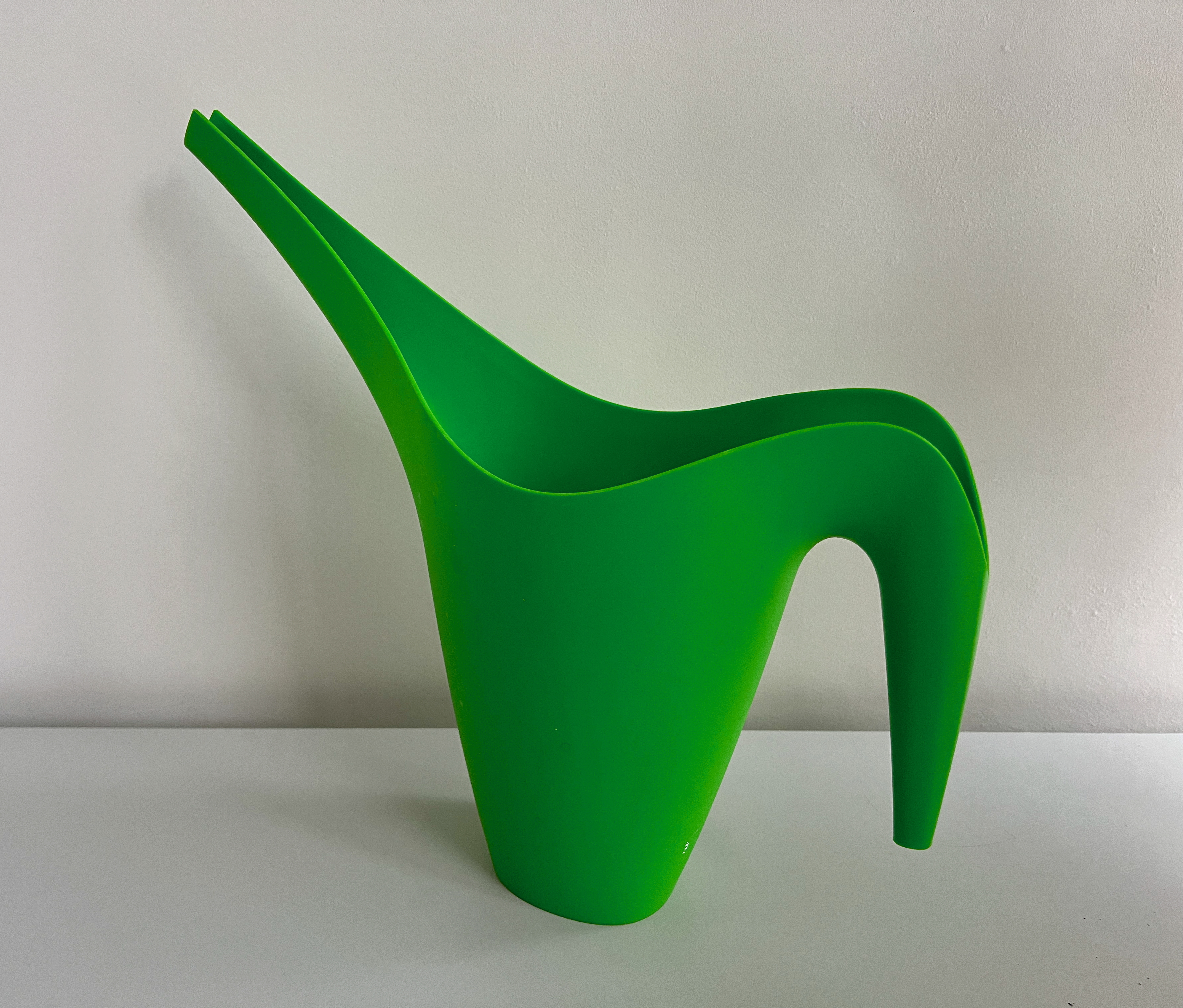
De IKEA PS Vållö gieter
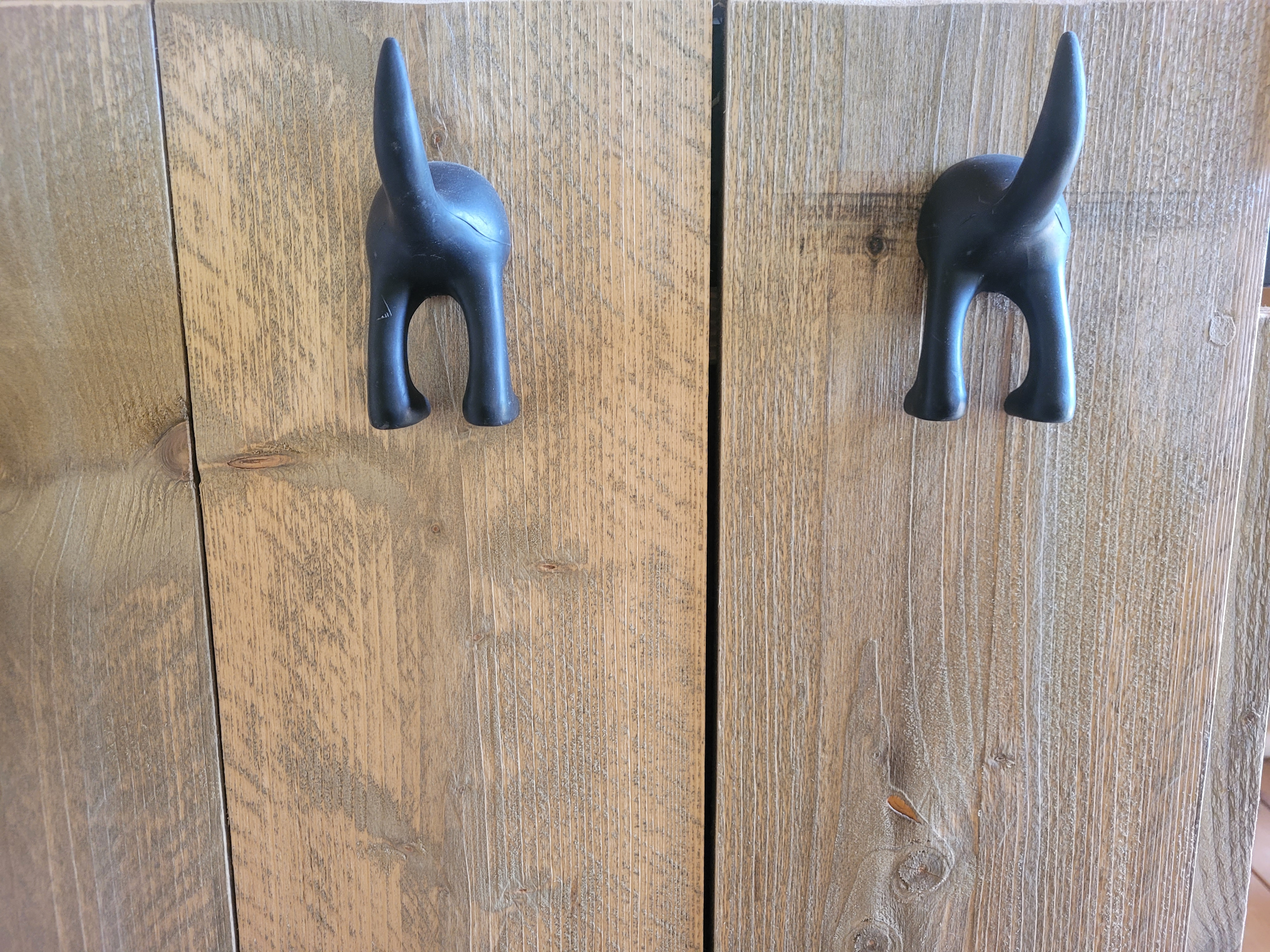
Twee IKEA Bästis haakjes